# Recherche au sang
« Chien de rouge » redirige ici. Pour le film françois-suisse, voir Chienne de rouge.

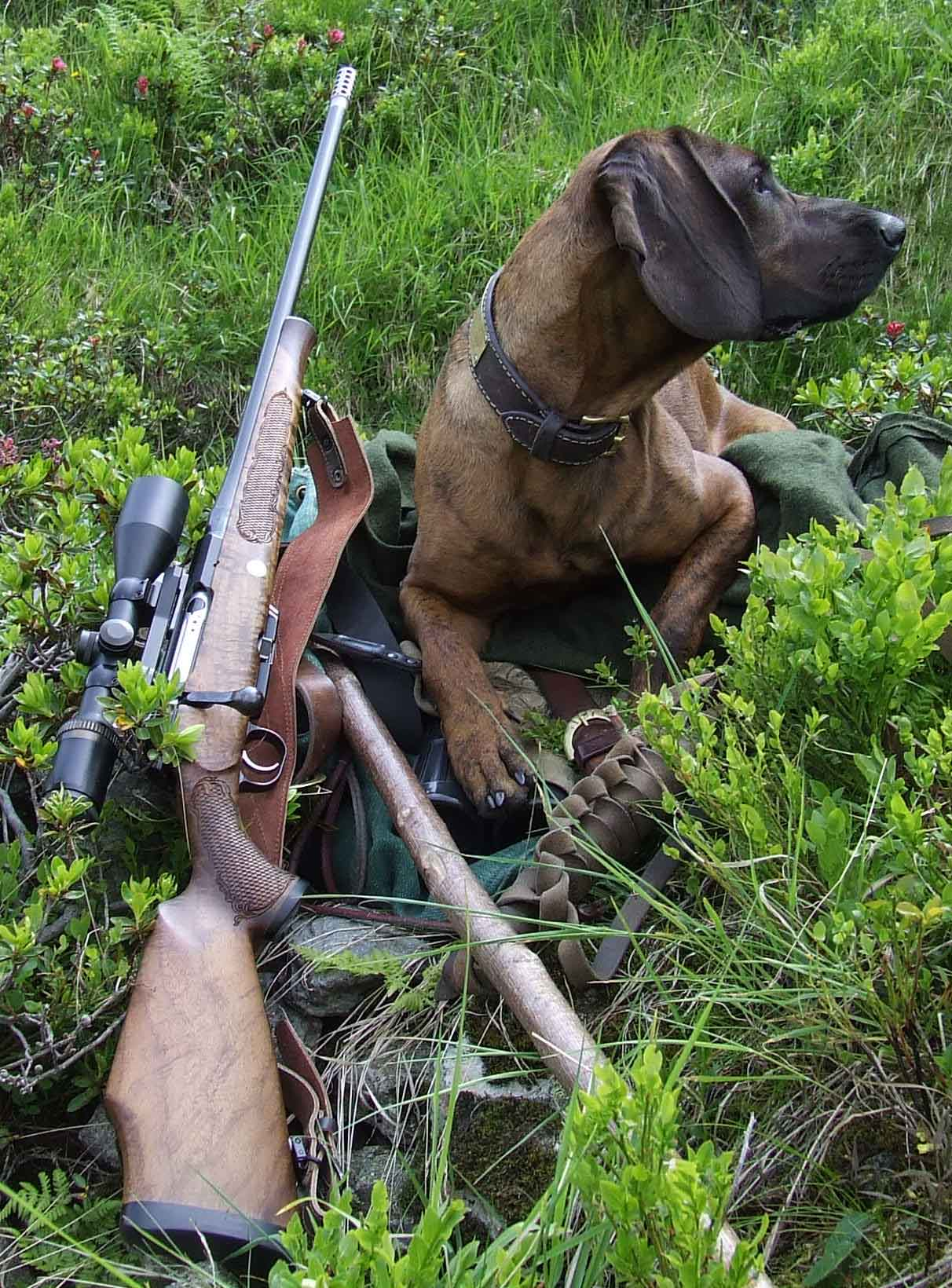
Chien de rouge de Hanovre après une traque en Allemagne.

La recherche au sang est un acte visant à retrouver le gibier blessé. Cette pratique n'est pas considérée comme un acte de chasse mais requiert un agrément obligatoire lié à une assurance spécifique.
Le chien de recherche au sang, chien de sang ou chien de rouge, est l'auxiliaire privilégié de la recherche au sang. C'est un chien de chasse spécialement éduqué pour suivre la piste de l'animal blessé sur plusieurs kilomètres, plusieurs heures après le coup de feu, doté d'un bon flair et obstiné de caractère.
En France, les races les plus utilisées sont le teckel, le chien de Rouge de Bavière, le rouge du Hanovre, le Basset des Alpes, et également le labrador. A noter que les chiens non LOF et croisés peuvent également être dotés de ces aptitudes et développer de très belles performances en recherche.

## Description

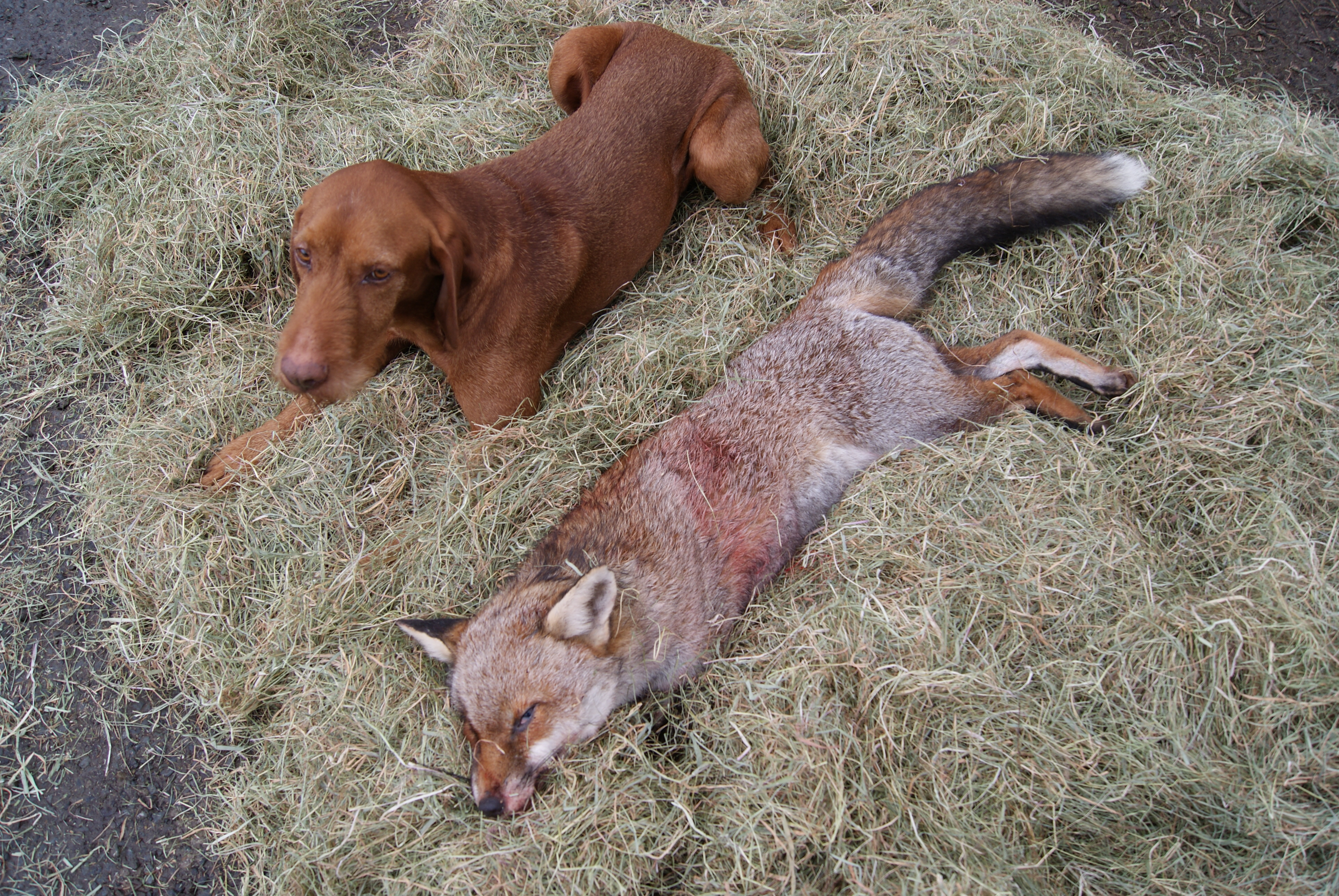
Braque Hongrois après une traque au renard.

Peu importe le type de chasse, un chasseur peut parfois blesser un gibier au lieu de le tuer. La recherche au sang consiste à tout mettre en œuvre pour retrouver l'animal blessé et l'achever ou récupérer sa dépouille. C'est une activité éthique que tout chasseur responsable se doit de mener,,. 
Toutefois, de nombreux animaux blessés sont définitivement perdus et selon l'Association nationale des chasseurs de grand gibier, 10 à 20 % des animaux tirés sont blessés et ne sont pas ou mal recherchés. L'activité de recherche au sang est originaire de l'Europe de l'Est et s'est développée en France dans les années 1980. 
Plusieurs associations existent en France et forment les conducteurs et leurs auxiliaires en vue de leur agrément. Les principales sont l'UNUCR (Union Nationale pour l'Utilisation du Chien de Rouge) et l'ARGGB (Association pour la Recherche du Grand Gibier Blessé). D'autres associations sont présentes de façon plus locale (très souvent issues de scission des 2 associations nationales), on peut citer entre autres l'AMRS (Association Mosellane de Recherche au Sang), AGRS (Association Gardoise de Recherche au Sang)... En Wallonie, une association remplit des devoirs similaires, l'Association Belge pour l'Utilisation de Chien de Sang (ABUCS).

## Chiens de recherche au sang

### Qualités recherchées
Le chien de recherche au sang est éduqué pour suivre la piste d'un animal blessé sur plusieurs kilomètres et plusieurs heures après le coup de feu, sans prendre le change avec celles d'autres animaux,.
La recherche au sang s'effectue au minimum deux heures après le coup de feu. Il est tout à fait possible de faire travailler un chien de recherche au sang 24 à 48 heures après le coup de feu. 

### Races de chiens
Les chiens de sang sont essentiellement des teckels, des rouges du Hanovre et parfois des labradors,. Parmi les chiens de groupe 6 de la Fédération cynologique internationale (FCI) « Chiens courants, Chiens de recherche au sang et races apparentées », trois races sont spécialisées en recherche au sang (Section 2
Chien de recherche au sang) :
- Basset des Alpes[6]
- Rouge de Bavière[7]
- Rouge du Hanovre[8]

Par ailleurs, les races de chiens courants suivantes sont également réputées pour la recherche au sang selon la Société centrale canine :
- Rhodesian ridgeback[9]
- Petit chien courant suisse[10]
- Basset fauve de Bretagne[11]
- Brachet allemand[3]
- Chien courant tricolore serbe[3]
- Chien courant espagnol[12]
- Chien courant de montagne du Monténégro[3]
- Chien courant de la vallée de la Save[13]
- Chien courant d'Istrie à poil ras[14]
- Chien courant d'Istrie à poil dur[15]
- Brachet tyrolien[16]
- Brachet polonais[3]
- Brachet noir et feu[17]
- Brachet de Styrie à poil dur[18]

Les races de chiens d'arrêt suivantes peuvent également être utilisées pour la recherche au sang :
- Braque hongrois à poil court, avec un dressage spécifique[19]
- Braque hongrois à poil dur, avec un dressage spécifique[20]
- Chien d'arrêt allemand à poil dur, avec un dressage spécifique[21]

Il est à noter que certains chiens de berger, tels que le berger allemand ou le border collie, sont reconnus comme appartenant aux principales races de chien de sang, aux côtés du teckel ou du chien rouge de Hanovre.

### Épreuve de travail
Des épreuves de travail spécialisées pour les chiens de recherches au sang sont réalisées.